# Корча (пиво)
«Корча» — албанська пивоварна компанія, а також однойменний товарний знак та сорт пива. Третій за об'ємами виробник пива в Албанії.

## Історія
Пивоварня утворена в місті Корча у 1928 році італійським інвестором Умберто Умберті та албанським — Селімом Мборія. Початковий капітал створеної компанії становив 950 000 франків. Виробнича потужність складала 20 000 гектолітрів на рік — вироблявся ель, темне пиво, бутильована вода та лід.
Після завершення Другої світової війни та встановлення комуністичного режиму в Албанії, в січні 1946 року, пивоварня стала власністю албанської держави. В наступні двадцять років декілька разів реконструйована, кожен раз збільшуючи об'єми виробництва. У квітні 1994 року, після зміни політичного керівництва в країні, зміни соціальної обстановки і лібералізації ринку, пивоварня «Корча» придбана на аукціоні групою підприємців. У 2004 році пивоварня куплена бізнесменом Irfan Hysenbelliu, генеральним директором IHB Group, який інвестував 15 млн євро в реконструкцію тв оновлення заводу. Пивоварня зазнала технологічних та архітектурних змін, використовуючи найсучасніші чеські та італійські технології, виробляючи 120 000 гектолітрів пива на рік. Для виробництва пива використовується вода з природних джерел гори Морава.
У місті Корча в серпні проводиться щорічний традиційний фестиваль пива, організований місцевим однойменним пивоварним заводом.

## Продукція

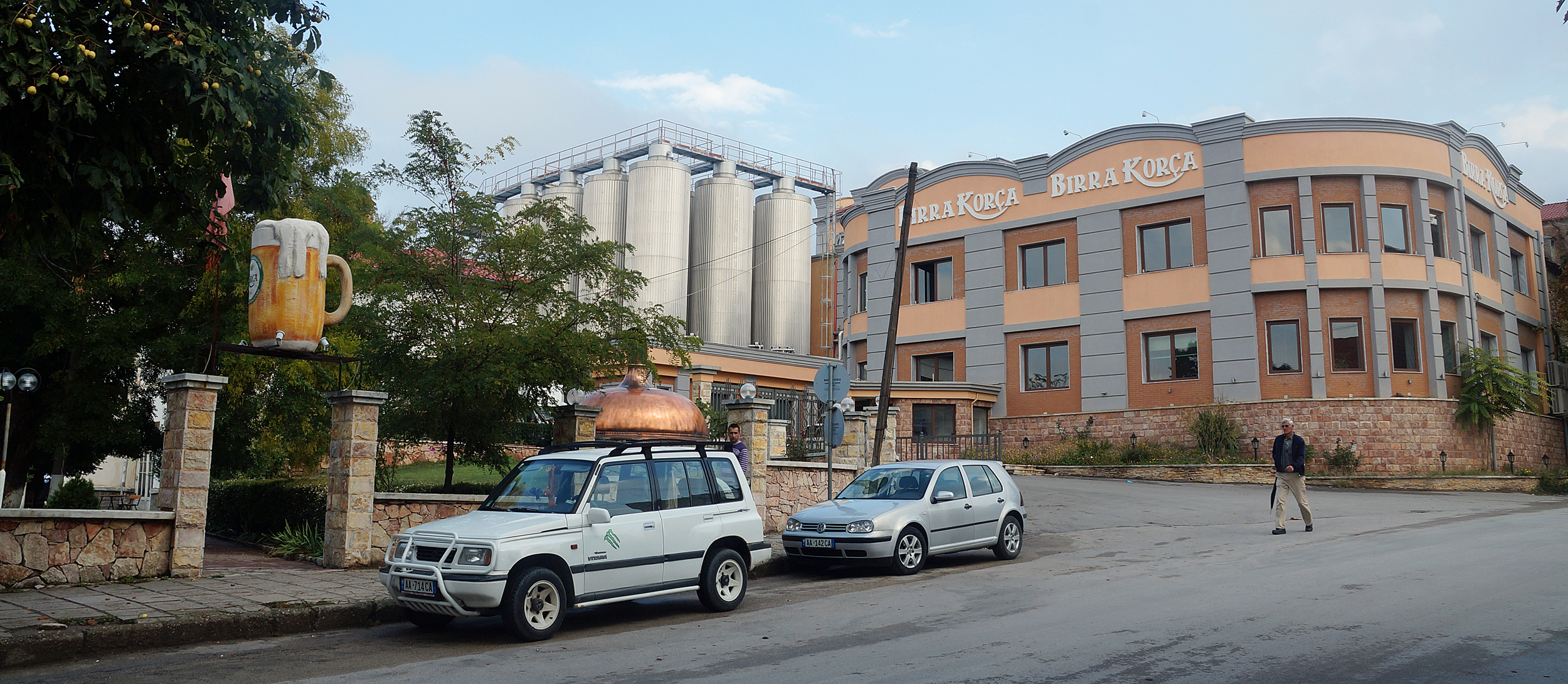
Будівля пивоварні з прилеглим баром

Пиво під брендом «Корча» включає: білий ель з вмістом алкоголю 4,8 – 5,0 % і темний ель з вмістом алкоголю 5,0 – 5,2 %. Продається в пляшках 0,33 та 0,5 л, а також в кегах по 30 та 50 л.
Пиво має ряд нагород за свою високу якість. Причому перша отримана в рік заснування пивоварні, в 1928 році, в Салоніках, Греція. В 2007 році в Лондоні компанія удостоєна міжнародної премії за якість Quality Crown Award. У 2009 році в Франкфурті підприємству вручено нагороду International Arch of Europe Award в категорії, де конкурували пивоварні підприємства з 178 країн. Продукція «Корча» має широке розповсюдження в Албанії та експортується за кордон, включаючи США, де пиво популярне в штаті Массачусетс. Компанія «Корча» є володарем сертифікату ISO 22000, що є міжнародним стандартом в харчовій промисловості.